# コヤブガチピン写真館
『コヤブガチピン写真館』（コヤブガチピンしゃしんかん）は、フジテレビジョンが制作し、同局のCS放送チャンネルであるフジテレビONEで放送されているバラエティ番組。お笑いタレントの小籔千豊が司会を務める冠番組である。アシスタントを鎮西寿々歌が担当していた。2013年11月放送開始。主に、番組は隔月に2回のペースでレギュラー放送されていた。初回放送は、水曜日 0:00 - 1:00（火曜深夜）と木曜日 22:00 - 23:00に放送。

## 番組内容
カメラを趣味とする小籔千豊が、カメラ技術の向上のための解説、名機と言われるカメラの紹介等を行うカメラを愛する人のための趣味番組である。
番組タイトルであるガチピンとは、「がっつりピンとがあっている状態」であり、ピントが合うの最上級表現である。撮る人の意思で合わせたい所にビジッとピントを合わせるという意味である。
小籔千豊がMCであり、プロカメラマンの関村良が技術的な解説を行い、お笑い芸人を中心としたゲストと鎮西寿々歌がカメラ技術を教わるという形式となっている。
毎回、番組の前半は風景写真などが中心であるが、後半では「セクシー喫茶店」や「セクシー美容室」など「セクシー○○○」と題してグラビアアイドルを被写体としたお色気的な趣となっており、このコーナーには冒頭で鎮西が帰宅するくだり以外は参加しない。
「こんな時 これ便利」というハクバのCMが入っている。
第18回は鎮西寿々歌が欠席で、グラビアアイドルと兼任する形で朝日奈央がMCを務めた。
第21回は鎮西寿々歌が修学旅行で欠席で横山ルリカがMCを務めた。ただし、前述の「こんな時 これ便利」のコーナーのみ出演。
第24回を持って鎮西寿々歌が番組を卒業した。
第25回から写真部部員として新メンバー登場するが、2018年7月現在は放送がその回以降、新作の放送がない。代わりに競馬血統研究所とコラボしたコヤブガチ馬写真館をSPという形で2回放送している。ただしモーガン茉愛羅だけ出演していない。

## 出演者

### MC
- 小籔千豊

### 写真部 部員
- 奥仲麻琴（25回～）
- モーガン茉愛羅（25回～）
- ゆりやんレトリィバァ（25回～）

### 解説
- 関村良

### ゲスト
- 毎回、異なる数名のゲストが出演。

### 元MC
- 鎮西寿々歌（1回～24回）
- 横山ルリカ（代役：21回のみ）

## 放送リスト
| 回     | タイトル                                                                      | ゲスト                       | グラビアアイドル |
| ------ | ----------------------------------------------------------------------------- | ---------------------------- | ---------------- |
| 第1回  | 秋の鎌倉と名機ニコンＦ                                                        | アントニー                   | 仁藤みさき       |
| 第2回  | 夜の横浜と名機キヤノンＦ－１                                                  | 岩尾望                       | 池田ショコラ     |
| 第3回  | 世界の名機ライカＳＰ                                                          | アントニー                   | おのののか       |
| 第4回  | 春の新生活！カメラ購入時のノウハウを学ぼう！                                  | 綾部祐二                     | 夏江紘実         |
| 第5回  | そうだ京都に行ってみようＳＰ 前編                                             | ノブ小池                     | 佐藤夢           |
| 第6回  | そうだ京都に行ってみようＳＰ 後編                                             | ノブ小池・植野行雄           | 小田あさ美       |
| 第7回  | 世界の名機ハッセルブラッド！コヤブ館長念願の購入！？                          | アントニー・中川剛           | 佐々木麻衣       |
| 第8回  | 素敵な子供の撮影法を学ぼう！                                                  | 宮川大輔                     | 青山めぐ         |
| 第9回  | グラビアの聖地ヤンマガ編集部に潜入！！                                        | 友近                         | 橘花凛           |
| 第10回 | 水族館撮影のテクニックを学ぼう！                                              | 川島明                       | 鈴木咲           |
| 第11回 | 工場夜景撮影のスーパーテクニックを学ぼう！                                    | 小沢一敬                     | 佐々木もよこ     |
| 第12回 | 冬の箱根ＳＰ前編！ 自然と星空の撮影テクニックを学ぼう                         | アントニー                   | 安枝瞳           |
| 第13回 | 冬の箱根ＳＰ後編！ 鉄道写真と星空撮影のテクニックを学ぼう                     | アントニー 田村裕（麒麟）    | 倉持由香         |
| 第14回 | 2015年一押しカメラ見学ツアー前編 富士フイルム、パナソニック、リコー、ニコン編 | 植野行雄                     | 岸明日香         |
| 第15回 | 2015年一押しカメラ見学ツアー後編 オリンパス・キヤノン・ソニー編               | 野性爆弾                     | 寺田御子         |
| 第16回 | 航空機撮影のフォトテクニックを学ぼう                                          | 竹山隆範                     | 小松美咲         |
| 第17回 | 水郷佐原で写真コンテストに挑戦しよう                                          | 田村裕（麒麟）               | 川井優沙         |
| 第18回 | スポーツ写真の撮影テクニックを学ぼう                                          | 田村裕（麒麟）・ノブ（千鳥） | 朝日奈央         |
| 第19回 | ノスタルジックな写真撮影テクニック                                            | ダイアン                     | 川本サリー       |
| 第20回 | イルミネーションと人物撮影術                                                  | 品川祐（品川庄司）           | 益田恵梨菜       |
| 第21回 | マクロ撮影のテクニックを学ぼう！                                              | 八木真澄(サバンナ)           | 橘希             |
| 第22回 | カメラの祭典ＣＰ＋に行ってみよう！                                            | COWCOW                       |                  |
| 第23回 | 風景と人物写真の撮影テクニック in 尾道                                        | COWCOW                       | 中井優希         |
| 第24回 | 美少女MC・鎮西寿々歌 涙の卒業スペシャル                                       | アントニー                   |                  |
| 第25回 | ガチピン写真部発足!新メンバー登場!                                            |                              | 遠山茜子         |

## スタッフ
- チーフプロデューサー：門澤清太
- プロデューサー：古賀隆介
- 演出：佐藤正樹
- ディレクター：柴田琢朗
- 構成：深田憲作
- ナレーション：牧原俊幸
- 協力：ハクバ
- 制作協力：NEXTEP
- 製作著作：フジテレビジョン